# Nicolas Xavier de Ricard
Pour les articles homonymes, voir Ricard (homonymie).
Nicolas Xavier de Ricard, né le 12 juillet 1726 à Aix-en-Provence (Bouches-du-Rhône), mort le 30 mai 1812 à Paris, est un général de brigade de la Révolution française.

## Biographie
Il devient ingénieur en avril 1744, et sert en Flandres jusqu'en 1748, il est alors lieutenant et est réformé. 
Il reprend le service aux gardes royaux de Solas en 1757 et sert sous François de Chevert jusqu'en 1762. Il est nommé major au régiment de Rothenbourg par Richelieu, et il est envoyé à la Guadeloupe comme lieutenant-colonel en décembre 1764. Il sert au Fort Saint-Louis de 1765 à 1768. 
Il est promu Maréchal de camp le 21 septembre 1788, et il devient commandant de l'île de Sainte-Lucie qu'il doit quitter en juin 1792 à la suite d'une révolte. Il se retire à Saint-Domingue puis à Saint-Christophe. De retour début 1793, il doit capituler le 4 avril 1795, prisonnier des Anglais. 
Il revient au Havre le 21 décembre 1795 et il est admis à la retraite le 27 janvier 1804.

## Sources
- Georges Six, Dictionnaire biographique des généraux & amiraux français de la Révolution et de l'Empire (1792-1814), Paris : Librairie G. Saffroy, 1934, 2 vol., p. 366-367